# Connettivite indifferenziata
Per connettivite indifferenziata si intende un insieme di patologie autoimmuni che colpiscono i tessuti connettivi, ma che non soddisfano i criteri diagnostici richiesti per le classiche connettivopatie quali il lupus eritematoso sistemico, la sclerosi sistemica, la polimiosite-dermatomiosite, la sindrome di Sjögren e l'artrite reumatoide. I primi studi specifici sull'epidemiologia e sulle caratteristiche cliniche di queste malattie risalgono agli anni ottanta.

## Epidemiologia
L'incidenza rispetto al totale delle connettiviti risulta essere circa il 60%, mentre le forme indifferenziate nella metà dei casi si evolvono in forme conosciute. Ma altri studi dimostrano che tale percentuale è molto più bassa.

## Sintomatologia
Dal punto di vista clinico e laboratoristico le connettiviti indifferenziate possono presentarsi con astenia, artrite e artralgia, febbre, leucopenia, anemia, fenomeno di Raynaud; talvolta risultano positivi gli anticorpi antinucleo.

## Terapia
Le terapie sono in base ai sintomi evidenziati, da somministrare calcioantagonisti se si evidenzia il fenomeno di Raynaud, mentre analgesici e alcuni antinfiammatori nel caso si manifestino febbre alta e poliartriti. Vengono impiegati principalmente steroidi per via orale  o in bolo endovenoso nei casi di gravità maggiore. Viene inoltre utilizzata la idrossiclorochina e nel caso di resistenza agli steroidi si utilizza thalidomide e methotrexate.

## Prognosi
La prognosi risulta essere solitamente buona.